# Ghezel Ghaje-je Wosta
Ghezel Ghaje-je Wosta – wieś w Iranie, w ostanie Azerbejdżan Zachodni, w szahrestanie Szahin Deż. W 2006 roku liczyła 203 mieszkańców.